# East Malling Research Station
NIAB EMR es un instituto de investigación hortícola y agrícola en East Malling, Kent en Inglaterra (Reino Unido), especializado en frutas y propagación mediante clonación para la producción agrícola.  En 2016, el instituto se incorporó como parte del Grupo NIAB.

## Historia

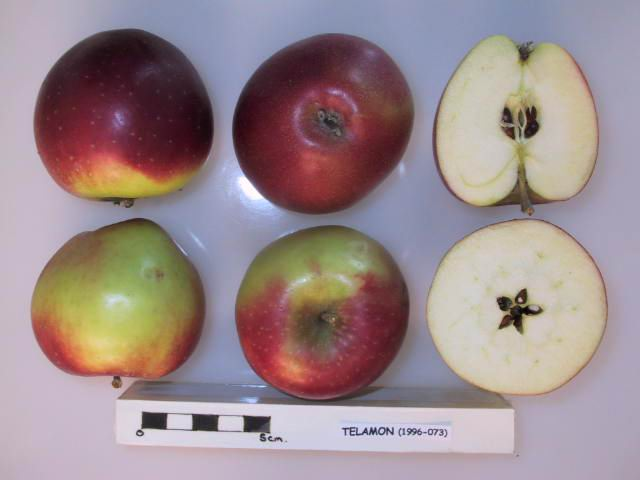
Manzana Telamon, seccionada, descripción de NFC: Conseguida en 1976 en East Malling Research Station, East Malling, Kent. Introducida en 1989. Sus frutos son dulces, crujientes y jugosos

En 1913 se estableció una estación de investigación en East Malling gracias al ímpetu de los productores locales de fruta. 
Los edificios originales todavía están en uso hoy. Algunas de las mejores y más importantes investigaciones sobre cultivos perennes se han llevado a cabo en este sitio, dando como resultado la merecida reputación mundial de East Malling. 
Algunos de los desarrollos más reconocidos se han logrado en las áreas de desarrollo de plantas, cultivo de plantas de frutales (especialmente el desarrollo de portainjertos), el desarrollo de nuevas variedades de frutas, de variedades de plantas ornamentales, almacenamiento y conservación de frutas y la biología y el control de plagas y enfermedades.
Desde 1990 una división del Horticulture Research International (HRI) se encuentra en este lugar. HRI cerró en 2009.
En 2016,« East Malling Research » se incorporó a formar parte del Grupo National Institute of Agricultural Botany (NIAB).

### Portainjertosde manzanos
En 1912, Ronald Hatton inició el trabajo de clasificación, prueba y estandarización de árboles portainjertos de manzanos. 
Con la ayuda del Dr. Wellington, Hatton resolvió los nombres incorrectos y las mezclas que se difundieron en los portainjertos de manzanas distribuidos en Europa. 
Estos portainjertos de manzana verificados y distintos se llaman"Malling series". El más utilizado fue el patrón portainjertos M9.

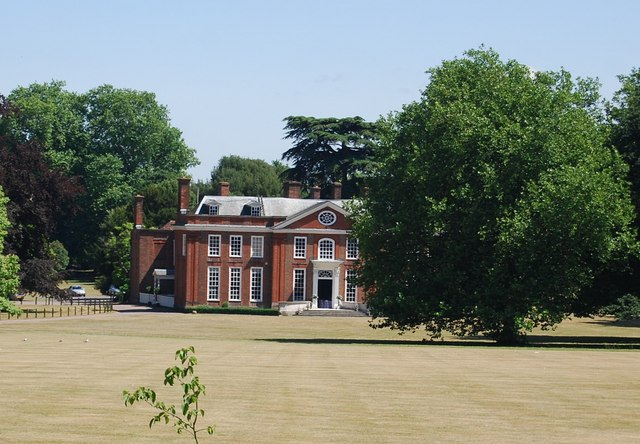
“Bradbourne House”. Antigua sede, hoy en su mayoría alquilada externamente.

## Localización
Está situado al este de East Malling, y al norte del Maidstone East Line. La mitad occidental del sitio está en East Malling and Larkfield y la mitad oriental está en Ditton Kent. Está justo al sur de la A20, y entre las uniones 4 y 5 de la M20 motorway.

## Funciones
En la actualidad, el Centro de Investigación también actúa como un centro de empresas comerciales respaldado por empresas locales líderes, incluidas QTS Analytical y Network Computing Limited. El centro de conferencias comercializa como East Malling Ltd, que se incorpora el 17 de febrero de 2004.

## Obtenciones en el centro
La obtención de nuevas variedades de manzanas que podrían usarse directamente en el cultivo comercial se intensificó desde la década de 1980. Desde la Segunda Guerra Mundial hasta la década de 2000,  en East Malling fueron creadas las variedades 'Fiesta', 'Falstaff', 'Sunrise', 'Suntan', 'Meridian' y 'Saturn', la manzana de cocina 'Charlotte' y la manzana de sidra 'Angela'.
De East Malling vienen la variedad de pera 'Concorde' y la base de cereza mundial 'Colt'. También de East Malling son las primeras variedades de manzanas comestibles de bailarina o árboles columna. El criador Ken Tobutt ha estado cultivando variedades comestibles desde 1990, como 'Maypole', 'Bolero', 'Valtz' y 'Polka' en árboles columnares originarios de Canadá. East Malling tiene 11 variedades de frambuesa, 7 de grosella y 32 de fresa en el mercado.

Algunas de las obtenciones del East Malling Research Station
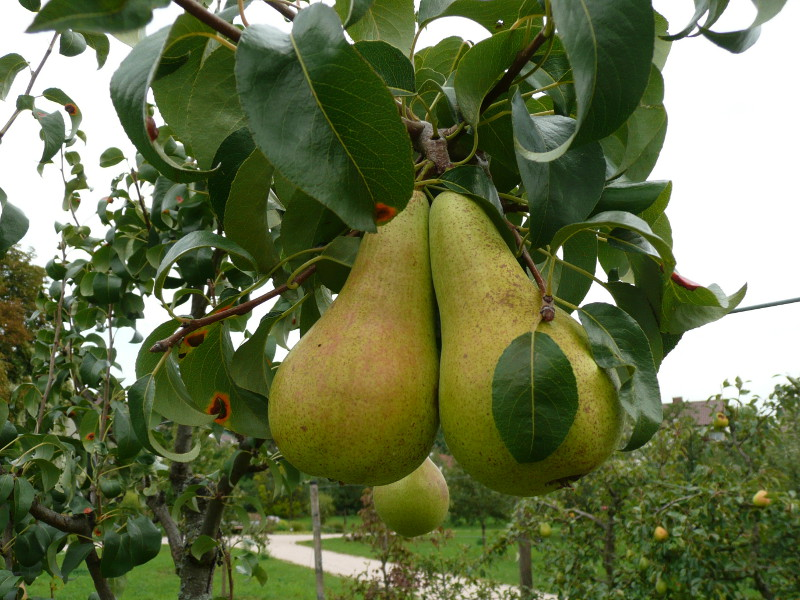
Pera 'Concorde'.
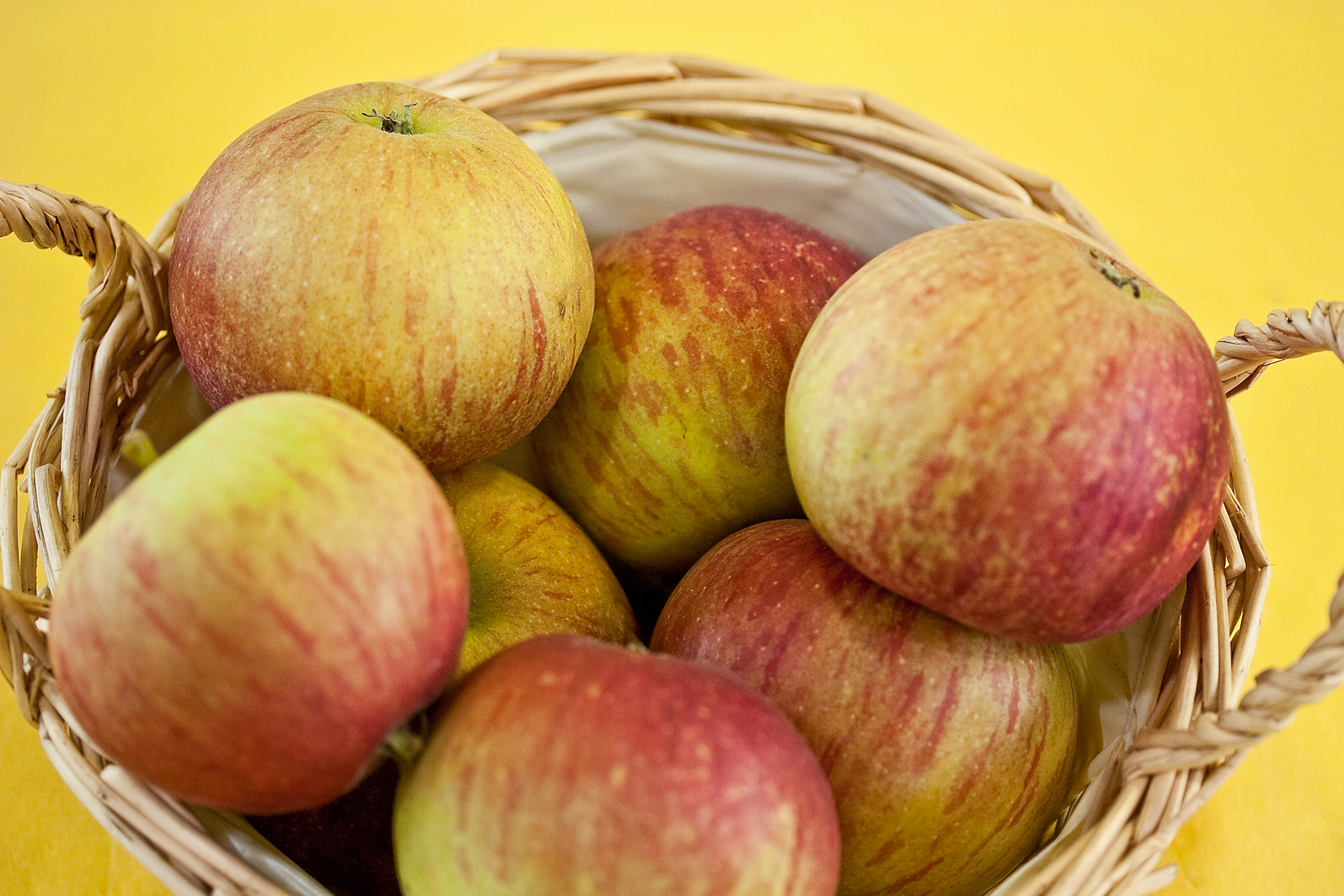
Manzana 'Fiesta'.
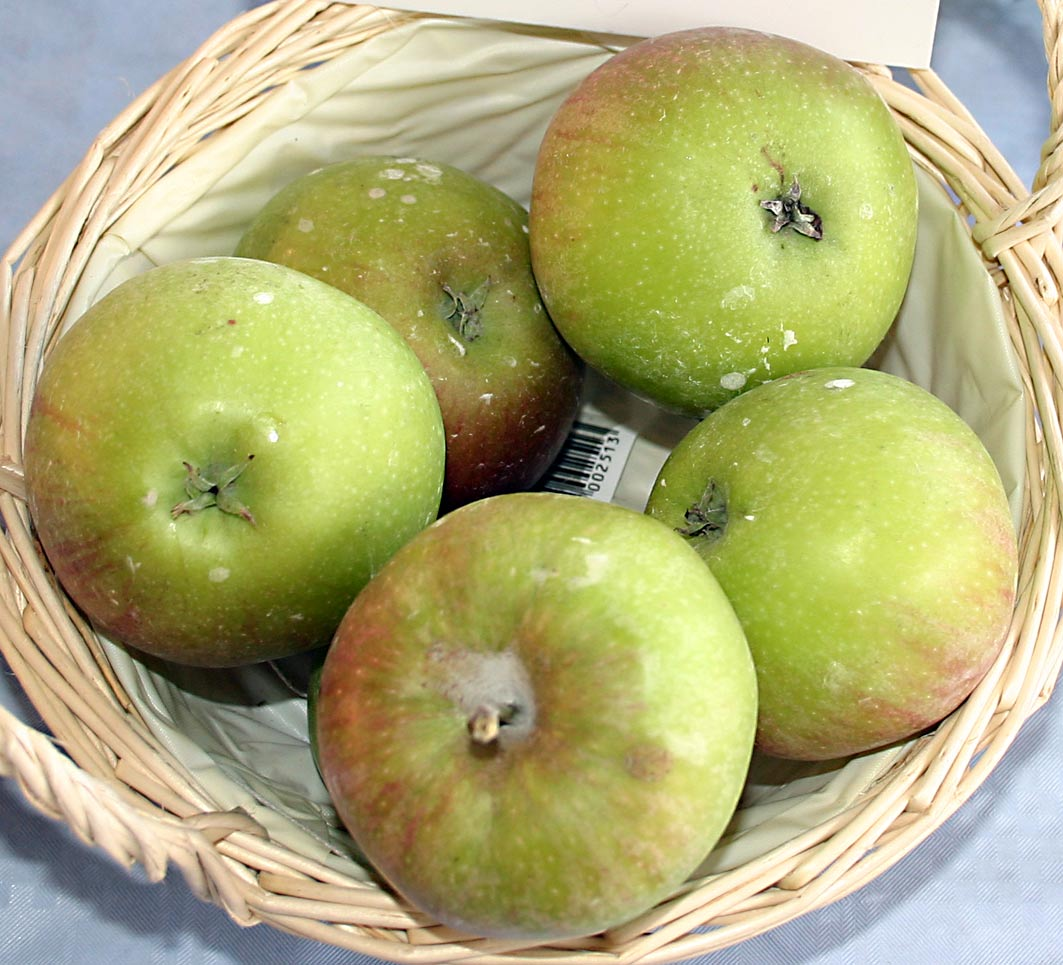
Manzana 'Suntan'.
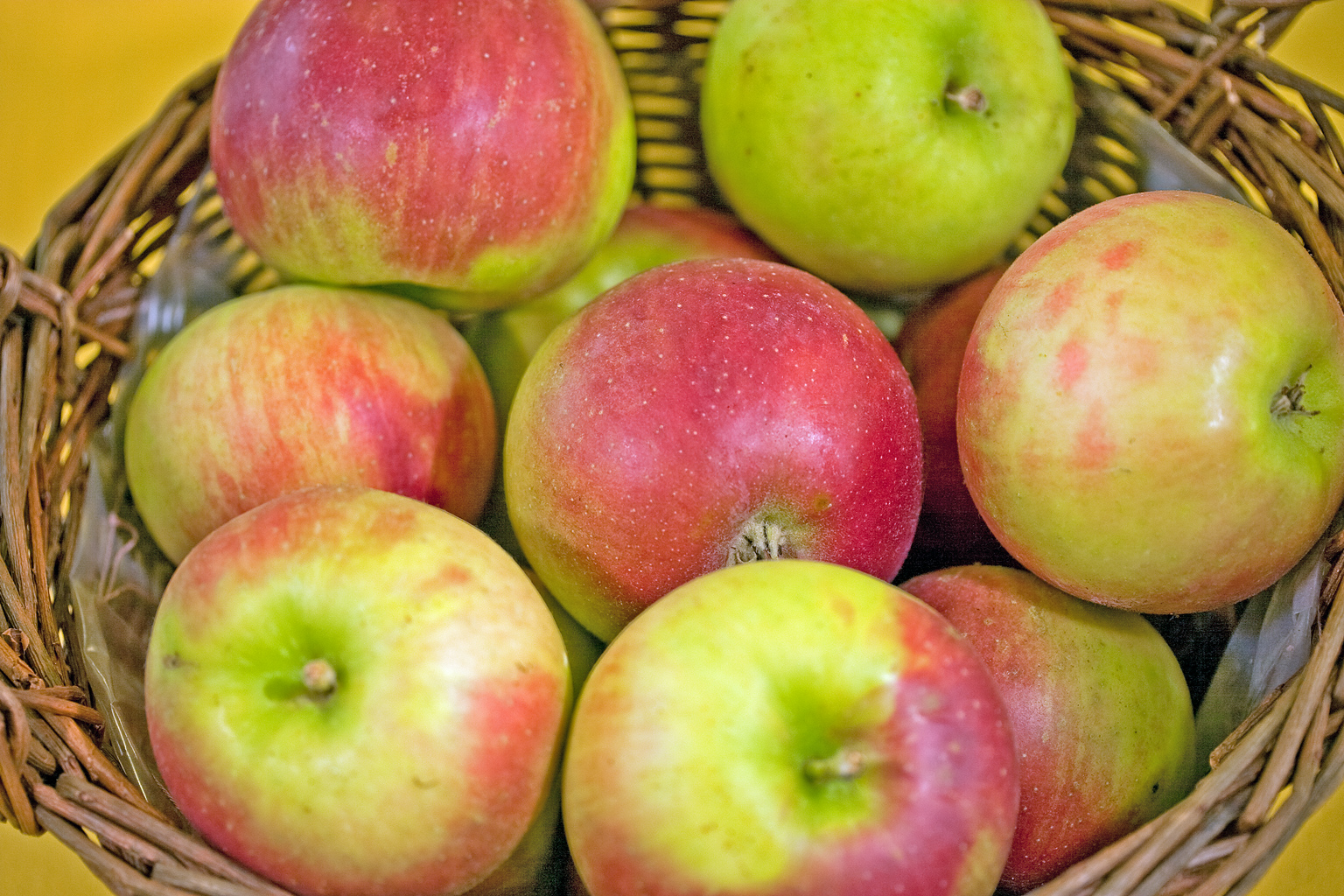
Manzana 'Waltz'.